# Juan Francisco Yela Utrilla
Juan Francisco Yela Utrilla (Ruguilla, provincia de Guadalajara, 24 de mayo de 1893-Madrid, 26 de abril de 1950) fue un historiador, latinista, gramático y catedrático de filosofía español.

## Biografía
Hijo del secretario del ayuntamiento de Ruguilla, estudió latín y filosofía en el Seminario de Sigüenza. Esta institución lo pensionó en 1910 para estudiar en la Universidad Gregoriana de Roma, donde se licenció y doctoró en filosofía en 1912 y 1913 con premio extraordinario y medalla pontificia; ya de vuelta a su país a causa de una enfermedad pulmonar en 1914, tras pasar un año recuperándose estudió Teología también en el Seminario de Sigüenza, cuya biblioteca además catalogó; pero no llegó a ordenarse sacerdote y abandonó la carrera eclesiástica, por lo que tuvo que volver a titularse por lo civil; obtuvo en 1917 el título de bachiller en Guadalajara y en 1918 se licenció en la Facultad de Filosofía y Letras de la Universidad de Zaragoza, también con premio extraordinario, aunque se doctoró en la de Madrid en 1922 con la tesis España ante la independencia de los Estados Unidos, que publicó y obtuvo el premio internacional Pelfort de la Sociedad Económica de Amigos del País de Barcelona (1921) y además el «Duque Loubat» de la Real Academia de la Historia destinado a premiar la mejor obra publicada en el decenio 1919-1928 en lengua castellana sobre la Historia de la Geografía etc. de los pueblos o territorios comprendidos bajo la denominación de «Nuevo Mundo» (1933); es su obra más conocida como historiador y también obtuvo el premio de doctorado. Ya en 1920 había opositado y obtenido una cátedra de latín en el instituto de Lérida en la que estuvo hasta 1932; en esa ciudad fue también desde 1924 director de la Escuela Normal de Maestros.
En la década de los veinte publicó muchos libros de texto (lengua y literatura española, lengua italiana, Psicología, Lógica, Ética, Historia Universal etc.). Opositó infructuosamente en 1926 a la cátedra de Lengua y Literatura Latinas de la Universidad de Sevilla, y en 1927 a la cátedra de Historia Antigua y Media de España de esa misma Universidad. No obstante en 1925 publicó su fundamental "España ante la independencia de los Estados Unidos", que ha sido referencia en todos los trabajos que han analizado la  ayuda española en la independencia de los Estados Unidos de Norteamérica respecto de Gran Bretaña. Obtuvo un premio en 1928 del Ministerio de Instrucción pública por su Historia de la civilización española en sus relaciones con la universal durante la dictadura de Miguel Primo de Rivera. En 1929 aspiró a la Cátedra de Lógica fundamental vacante en la Facultad de Filosofía y Letras de la Universidad de Zaragoza; en 1929 solicitó una beca a la Junta para la Ampliación de Estudios para estudiar las novísimas direcciones de la Lógica, entendida principalmente como Teoría del conocimiento, en varias universidades alemanas y de 1930 a 1931 estuvo en efecto pensionado por la JAE en Alemania. Según López Ocón,
Inició sus estudios en Friburgo. En esa ciudad asistió a las clases y seminarios de Martin Heidegger, el discípulo de más valía de Husserl, y de Oskar Becker, filósofo fenomenólogo quien se ocupó en su curso del origen de la Lógica y de sus relaciones con la Metafísica, y en su seminario de la fundamentación de la Matemática. También escuchó en la universidad de Friburgo las lecciones del profesor Martin Honecker sobre Historia de la Gnoseología, y asistió a las clases de Jonas Cohn. Al iniciarse 1931 se trasladó a Heidelberg en cuya universidad tuvo la oportunidad de escuchar lecciones de Heinrich Rickert y Karl Jaspers. Finalizado el semestre de invierno se dirigió a primeros de marzo a Francfort del Main donde estudió las doctrinas de Hans Cornelius. Luego en la primera quincena de abril se trasladó a Berlín para asistir a las clases de N. Hartmann, H. Maier, K. Lewin, F. J. Schmidt y J. B. Rieffert. Finalmente a mediados de junio se desplazó a Hamburgo con la intención de seguir los cursos de E. Cassirer, el representante más célebre del neokantismo marburgense, pero dispensado de explica Cassirer, siguió las clases de su sustituto el profesor Görland.
Durante la II República, en el curso 1932-1933, se marchó a Oviedo como catedrático de Lengua Latina de su instituto. Allí permaneció ocho años y se involucró en política de forma tal que en 1933 aparece como miembro de la directiva provincial provisional del nuevo partido Falange Española y en 1934 es vicepresidente de la misma; tras la Revolución de 1934 en Asturias sus providencias le merecieron ser condecorado con la Palma de plata de Falange. Se presentó a las elecciones con esta formación en febrero de 1936, obteniendo apenas 233 votos. Por entonces ya está casado con Francisca Icarán. Fue detenido en 1935 al estallar un artefacto explosivo en la sede de Falange Española con otras once personas. Se celebró su juicio el 8 de julio de 1935, pero, a pesar de que el fiscal pedía doce años de cárcel para cada acusado, quedaron todos en libertad en ese mismo día con una multa de cinco mil pesetas que impuso el gobernador a cada miembro de Falange. En junio de 1936 volvió a ser detenido, siendo libertado el 20 de julio y puesto al frente de las organizaciones de Falange como jefe supremo en Asturias durante la Guerra Civil, siendo galardonado con la Cruz Laureada colectiva de San Fernando; en 1937 fue nombrado vocal de la Comisión Depuradora de Enseñanza Media y Análogas de Asturias y jefe provincial de Falange Española Tradicionalista y de las J.O.N.S. de la misma región.
En diciembre de 1936 fundó en Oviedo el periódico falangista La Nueva España. En el bando de los vencedores de la Guerra civil, fue nombrado en las curiosas oposiciones de entonces, a fines de 1940, Catedrático de la Universidad de Barcelona en la asignatura de Fundamentos de Filosofía e Historia de los Sistemas Filosóficos, pero se trasladó al poco a la más cómoda de la Universidad de Madrid en esa misma asignatura (1941). Las autoridades salidas de la guerra lo nombraron vicedirector segundo del Instituto Luis Vives de Filosofía del Consejo Superior de Investigaciones Científicas y fue además consejero nacional de FE y procurador en Cortes desde 1942; el 18 de julio de ese mismo año le fue concedida la Medalla de la Vieja Guardia de la Falange. El 1 de abril de 1947 se le nombró presidente de la Junta Central de Recompensas y Distinciones de F.E.T. y de las J.O.N.S. y al morir era secretario de la Cancillería de la Orden de Cisneros. Defendió a la Inquisición y escribió en el tricentenario de Galileo Galilei:
La tesis de la Congregación Romana de que el movimiento de la tierra era falso y erróneo en la fe resulta algo que se esfuma como de accidental monta... Se acertó en lo principal, o sea, en el sentido que informa todo el proceso, que no es otro sino la afirmación de la Iglesia como unidad de fe, como pensamiento integralmente humano y divino, como pensar libre, cual comunión de los santos, cual doxa recta, y este acierto compensa con creces el yerro en lo accesorio.
Fue gracias al franquismo uno de los catedráticos de filosofía más influyentes de la década de los cuarenta y dirigió doce de las treinta y siete tesis que en filosofía se hicieron en la posguerra hasta su fallecimiento por cáncer de hígado en Madrid el 26 de abril de 1950, entre ellas las de Carlos París, Eugenio Frutos, José Artigas Ramírez y Ángel González Álvarez. Su cuerpo fue sepultado en Sigüenza. Hubo una calle en Oviedo que llevaba su nombre.

## Obras
- 1916, Un aparato diplomático inédito y un recuerdo del padre Sarmiento, Madrid, Impr. del a Revista de Archivos, Bibliotecas y Museos, 1916
- 1920, Estudio elemental del latín clásico, Sigüenza, 1920.
- 1922, Resumen de Gramática Histórica de la lengua latina, Lérida, 1922.
- 1923-1924, El latín en los escritos de san Julián, 1923-24
- 1925, La Pedagogía en la Escolástica, discurso, Lérida, 1925.
- 1925, España ante la independencia de los Estados Unidos, Lérida, Gráficas Academia Mariana, 1925, 2 vols.; hay una 2ª ed. aumentada de la misma cuna e imprenta, 1925, 2 vols. y una ed. facsímil, Madrid: Istmo, 1988.
- 1925, Sinopsis de Gramática Histórica de la Lengua latina, Lérida, 1925.
- 1926, Nociones de Historia de América, Lérida, 1926.
- 1927, El idioma sonoro: libro de prácticas de la lengua española, Lérida, Gráficas Academia Mariana, 1927.
- 1927, Literatura latina con un apéndice sobre métrica, Lérida, Biblioteca didáctica Urriza, 1927.
- 1927, Gramática del primer curso de lengua italiana: fonética y morfología, Lérida, Biblioteca didáctica Urriza, 1927.
- 1927, Gramática del segundo curso de lengua italiana: sintaxis con un apéndice sobre correspondencia comercial, Lérida, Biblioteca didáctica Urriza, 1927.
- 1927, Psicología, Lérida, Biblioteca didáctica Urriza, 1927.
- 1928, Literatura española comparada con la extranjera, Lérida, Imprenta Mariana, 1928.
- 1928, Lógica, Lérida, Biblioteca didáctica Urriza, 1928.
- 1928, Ética, Lérida, Biblioteca didáctica Urriza, 1928.
- 1928, Nociones de historia universal, Lérida, Imprenta Mariana, 1928.
- 1928, Historia de la civilización española en sus relaciones con la universal, Lérida, Imprenta Mariana, 1928.
- 1928, Historia de la civilización española en sus relaciones con la universal, Madrid, Ministerio de Instrucción Pública y Bellas Artes, edición oficial. «Libros de texto para los Institutos Nacionales de Segunda Enseñanza, Bachillerato Universitario, Año Común.»
- 1928, Crestomatía Latina. Lérida, 1928.
- 1932, El Cartulario de Roda, transcripción por Juan Francisco Yela Utrilla, Lérida, Imprenta Mariana, 1932.
- 1932, Iniciación en el estudio de la lengua latina, Oviedo, Emiliano González impresor, 1932.
- 1938, Segundo curso teórico práctico de lengua latina, Oviedo, Editorial F.E.T., 1938.
- 1939, Las concepciones político-sociales contemporáneas, Oviedo, Editorial F.E.T. (Meditaciones, ensayos y estudios metafísicos, 2), 1939.
- 1940, Una nueva concepción de la historia de España como historia patria, Oviedo, Universidad de Oviedo, 1940.
- 1940, Lo universal histórico. Oviedo, 1940.
- 1940, Juan Andrés, culturalista español del siglo XVIII. Oviedo, 1940.
- 1942, Los «dii maiores» de la cultura española: Antonio Agustín de Albanell, Oviedo, Universidad de Oviedo, 1942.
- 1947, Séneca, Barcelona, Lábor, 1947.